# Lappträsk (sjö i Lappträsk, Nyland)
Lappträsk eller Lapinjärvi är en sjö i kommunen Lappträsk i landskapet Nyland i Finland. Sjön ligger 24,5 meter över havet. Den är 2,61 meter djup. Arean är 5,17 kvadratkilometer och strandlinjen är 11,49 kilometer lång. Sjön  ingår i Finska vikens kustområde.   Den ligger omkring 82 km nordöst om Helsingfors. 
I sjön finns öarna Storholmen och Lillholmen.
Öster om Lappträsk ligger tätorten Lappträsk. 